# Kaya Kinkel

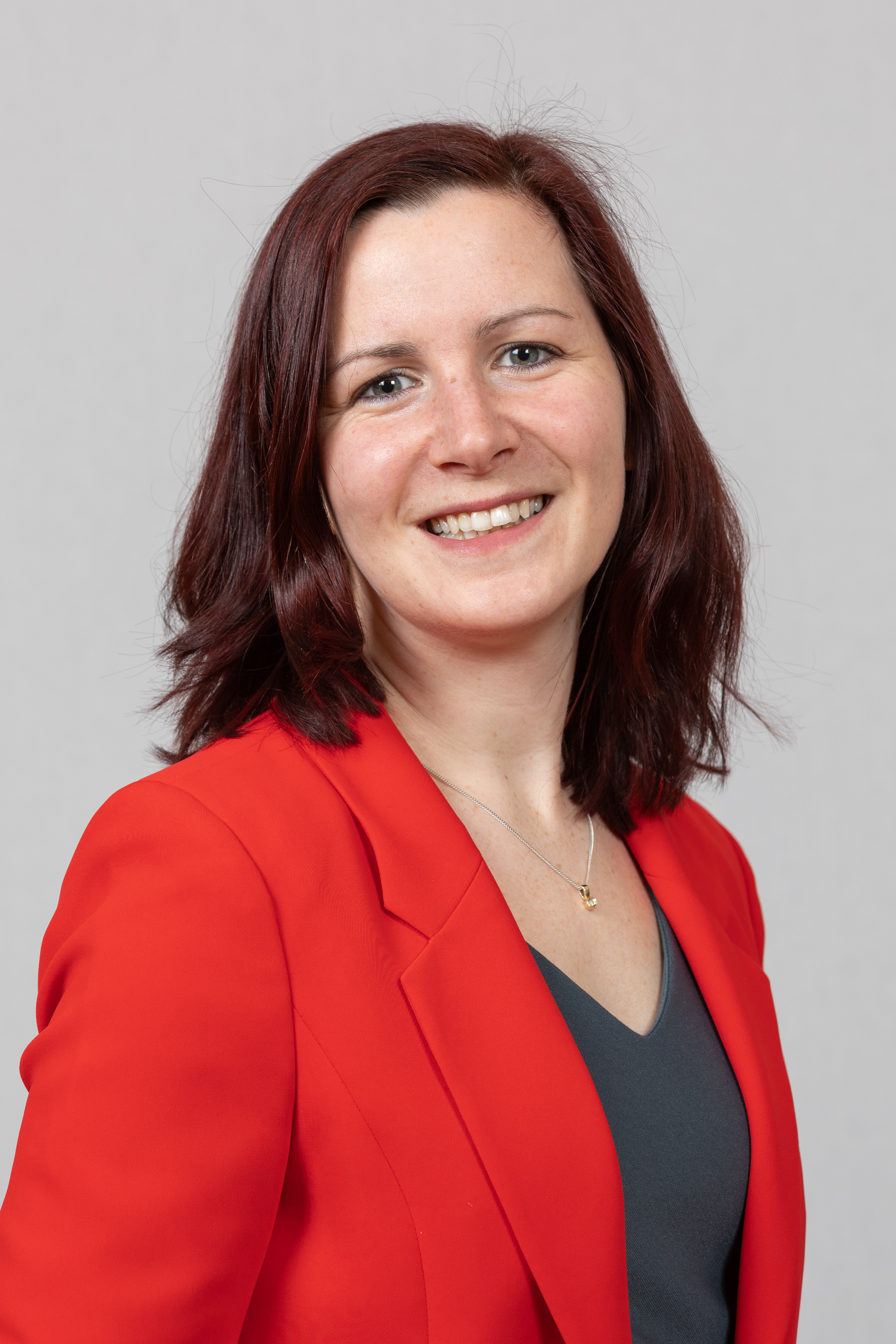
Kaya-Maria Kinkel, 2019

Kaya-Maria Kinkel (* 22. August 1987 in Viernheim) ist eine deutsche Politikerin (Bündnis 90/Die Grünen) und seit 2017 Mitglied des Hessischen Landtags.

## Leben
Kaya Kinkel beendete den Schulbesuch in Rotenburg an der Fulda mit dem Abitur. Sie studierte zunächst Medienwirtschaft an der Technischen Universität Ilmenau mit Bachelorabschluss und wechselte dann zur Universität Kassel, wo sie ein Studium „Nachhaltiges Wirtschaften“ mit dem Master abschloss. Anschließend war sie bei den Stadtwerken Kassel tätig.

## Politik
Kinkel ist Mitglied von Bündnis 90/Die Grünen und Fraktionsvorsitzende ihrer Partei im Kreistag des Kreises Hersfeld-Rotenburg. Kinkel zog für den ausgeschiedenen Abgeordneten Kai Klose zum 1. Oktober 2017 in den Hessischen Landtag ein. Bei der Landtagswahl in Hessen 2018 kandidierte sie im Wahlkreis Hersfeld und zog über die Landesliste der Grünen erneut in das Parlament ein. Bei der Landtagswahl 2023 zog sie erneut über die Liste in den Landtag ein.